# Petaluma
La municipalité américaine de Petaluma est située dans le comté de Sonoma, en Californie. Sa population est estimée à 54 600 habitants en 2010.

## Histoire
Créée par les Espagnols en 1776, la région de Petaluma faisait partie d'un territoire de 270 km2 en terre mexicaine appelé Rancho Petaluma qui fut cédé en 1834 par le gouverneur José Figueroa à Mariano Guadalupe Vallejo. En 1836, Vallejo commence la construction de son Ranch Petaluma, que sa famille utilisera ensuite comme lieu de villégiature, tout en continuant à résider dans la ville voisine de Sonoma.
En 1849, les pionniers de l'Est des États-Unis ont commencé à affluer à Petaluma à la suite de la découverte d'or en Californie. Au cours des XIXe et XXe siècles, la position de la ville sur la rivière Petaluma, au cœur de terres agricoles productives, permit sa croissance. Des chalands à voile telle la goélette en 1892, et des bateaux à vapeur sillonnaient le fleuve entre Petaluma et San Francisco, transportant les produits agricoles et des matières premières à la ville naissante de San Francisco pendant la ruée vers l'or en Californie.
Le centre-ville de Petaluma comptait aussi plusieurs maisons closes le long du boulevard qui était autrefois la rue principale, jusqu'à ce que la US Highway 101 soit construite dans les années 1950.
Petaluma a rapidement été connue pour son industrie de transformation du poulet, qui aujourd'hui encore constitue une petite partie de son activité économique. À une époque, Petaluma était connue comme la « capitale mondiale de l’œuf », d'où des surnoms tels que « Chickaluma ».

## Géographie
Petaluma a une superficie totale de 37,6 km2 dont 37,3 km2 de terres et 0,3 km2 d'eau.

## Démographie
L'édition 2010 du United States Census attribue à Petaluma une population de 57 941 habitants, soit une densité de 1 540 hab./km2. La composition de cette population était la suivante : 46 566 Blancs (80,4 %), 801 Afro-Américains (1,4 %), 353 Amérindiens (0,6 %), 2 607 Asiatiques (4,5 %), 129 Océano-Américains (0,2 %), 5 103 autres (8,8 %), et 2 382 (4,1 %) issus d'au moins deux de ces catégories. Les Hispaniques ou Latinos toutes origines confondues étaient 12 453 (21,5 %).
| 1880  | 1890  | 1900  | 1910  | 1920  | 1930  |
| ----- | ----- | ----- | ----- | ----- | ----- |
| 3 326 | 3 692 | 3 871 | 5 880 | 6 226 | 8 245 |

| 1940  | 1950   | 1960   | 1970   | 1980   | 1990   |
| ----- | ------ | ------ | ------ | ------ | ------ |
| 8 034 | 10 315 | 14 035 | 24 870 | 33 834 | 43 184 |

| 2000   | 2010   | - | - | - | - |
| ------ | ------ | - | - | - | - |
| 54 548 | 57 941 | - | - | - | - |

## Climat
La station locale du National Weather Service a enregistré à Petaluma le record de température de 43 °C le 2 juin 1960. Un record de froid de -9 °C a été enregistré le 14 novembre 1916 et le 14 décembre 1932. L'année la plus humide a été 1998 avec 1 167 mm et l'année la plus sèche 1976 avec 211 mm. Le mois le plus pluvieux a été février 1998 avec 498 mm. Le record de précipitations en 24 heures a été de 109 mm le 27 décembre 2004. Phénomène rare à Petaluma, 3,8 cm de neige sont tombés en janvier 1916, et environ 7,6 cm en janvier 2002.

## Économie
Selon le rapport financier de 2011, les plus gros employeurs de la ville sont les suivants :
| no | Employeur                       | Nombre d'employés |
| -- | ------------------------------- | ----------------- |
| 1  | Petaluma City School District   | 1 300             |
| 2  | Petaluma Valley Hospital        | 528               |
| 3  | United States Postal Service    | 477               |
| 4  | Petaluma Poultry                | 402               |
| 5  | Santa Rosa Junior College       | 300               |
| 6  | Calix                           | 275               |
| 7  | City of Petaluma                | 272               |
| 8  | Clover Stornetta Farms          | 220               |
| 9  | Old Adobe Union School District | 207               |
| 10 | Labcon                          | 170               |